# Ocean Colour Scene
Ocean Colour Scene (oft als OCS abgekürzt) ist eine britische Pop-Rockband aus Birmingham, die ihre größten Erfolge in der Britpop-Ära in der zweiten Hälfte der 1990er hatte.

## Bandgeschichte
In den 1980ern waren Sänger Simon Fowler und Bassist Damon Minchella Mitglieder der Rockband Fanatics. Schlagzeuger Oscar Harrison spielte zuerst bei Echo Base und schloss sich dann den Fanatics an. Nach dem Ende der Band gründeten die drei 1989 zusammen mit Steve Cradock Ocean Colour Scene. Pianist und Gitarrist Cradock spielte zuvor bei einer Band namens The Boys und traf die anderen drei bei einem Konzert der Stone Roses. Musikalisch orientierten sie sich an dieser Band und sie wurden damals der Madchester-Szene zugeordnet. 
Die vier Musiker kamen beim Independent-Label !Phfft unter und veröffentlichten ein Jahr später ihre ersten Singles. Sie bekamen erwartungsvolle Kritiken und mit Yesterday Today hatten sie 1991 einen Achtungserfolg in den britischen Charts. Bevor sie jedoch ihr Debütalbum veröffentlichen konnten, wurde ihr Label vom größeren Fontana-Label übernommen. Unter der neuen Führung wurde ihr Album mehrfach überarbeitet, auch mit Hilfe namhafter Produzenten wie Jimmy Miller und Tim Palmer, aber als es 1992 schließlich erschien, erwies es sich als Flop. Vier Jahre brauchte die Band, um sich von dem Misserfolg zu erholen. Sie mussten sich aus der unergiebigen Zusammenarbeit mit Fontana freikaufen und standen danach mit Schulden da. Gleichzeitig bekamen sie aber Unterstützung von Paul Weller, der sie 1993 als Vorband für einen Auftritt holte und die Musiker zeitweise in seine Begleitband aufnahm. Cradock spielte auch auf Wellers Album Wild Wood. Im Jahr darauf wurden sie von Noel Gallagher von Oasis für deren erste große Tour als Begleitband engagiert. Von dem Erfolg und der aufkommenden Britpop-Bewegung sowie der Werbung durch Gallagher, der sie immer wieder ins Gespräch brachte, konnten Ocean Colour Scene profitieren und 1995 unterschrieben sie einen neuen Plattenvertrag mit MCA.
Ein Jahr brauchten sie, um ein zweites Album fertigzustellen: Mit Moseley Shoals hatten sie 1996 ihren großen Durchbruch. Das Album stieg auf Platz 2 der britischen Albumcharts ein und verkaufte sich über eine Million Mal, was ihnen 3-fach-Platin brachte. Drei Lieder des Albums kamen in die Top 10 der Singlecharts. 
Bereits im Jahr darauf folgte das Album Marchin' Already, mit dem sie direkt an den Erfolg anknüpfen konnten. Es war eine Nummer eins der LP-Charts und brachte drei weitere Top-10-Hits hervor. 1998 gingen sie auf eine ausverkaufte Tour durch Großbritannien. Trotz des großen Erfolgs in der Heimat konnten sie jedoch im Ausland nicht Fuß fassen. Das vierte Album der Band One from the Modern verschaffte ihnen mit Position 92 die einzige Chartplatzierung in Deutschland. Auf dem Album wirkten Paul Weller und sein Drummer Steve White sowie Brian Travers von UB40 mit. Es erreichte 1999 Platz 4 in Großbritannien. Zwei Jahre später folgte eine weitere ausverkaufte UK-Tour und mit Mechanical Wonder ein weiteres Top-10-Album.
2003 verließ Damon Minchella nach einem Streit Ocean Colour Scene. Er spielte danach lange für Paul Weller und startete eigene Projekte. Stone-Roses-Bassist Gary Mounfield ersetzte ihn zwischenzeitlich auf der Tour 2003, dann kamen Dan Sealey als Bassist und Andy Bennett als weiterer Gitarrist neu hinzu. Aber auch die anderen Mitglieder starteten nebenher diverse Projekte und Steve Cradock veröffentlichte 2010 ein Soloalbum mit dem Titel The Kundalini Target, alle blieben aber der Band treu. Während der 2000er veröffentlichten Ocean Colour Scene weiter regelmäßig Alben, doch die Popularität der Band ließ immer mehr nach. 2007 hatten sie mit I Told You So ihren bislang letzten Singlehit. Ihre Alben kamen zwar weiterhin in die Charts, waren dort aber nur mäßig erfolgreich. Das zehnte Studioalbum der Band, Painting, erreichte im Februar 2013 Platz 49 der UK-Charts.

## Bandmitglieder
- Stephen Cradock (geb. 22. August 1969); E-Gitarre und Hintergrundgesang
- Simon Fowler (geb. 25. Mai 1965); Gesang und akustische Gitarre
- Oscar Harrison (geb. 15. April 1965); Schlagzeug und Hintergrundgesang
- Dan Sealey (geb. 8. April 1977); Bass (ab 2003)
- Andy Bennett, Gitarre (ab 2003)

Ehemaliges Mitglied
- Damon Minchella (geb. 1. Juni 1969); Bass (bis 2003)

## Diskografie

### Studioalben
| Jahr | Titel                                      | Höchstplatzierung, Gesamtwochen, AuszeichnungChartplatzierungen (Jahr, Titel, Platzierungen, Wochen, Auszeichnungen, Anmerkungen) | Höchstplatzierung, Gesamtwochen, AuszeichnungChartplatzierungen (Jahr, Titel, Platzierungen, Wochen, Auszeichnungen, Anmerkungen) | Anmerkungen                                                                       |
| Jahr | Titel                                      | DE | UK | Anmerkungen                                                                       |
| ---- | ------------------------------------------ | --- | --- | --------------------------------------------------------------------------------- |
| 1992 | Ocean Colour Scene                         | — | UK54 Silber · (2 Wo.)UK | Erstveröffentlichung: 25. Mai 1992 Charteinstieg nach Wiederveröffentlichung 1996 |
| 1996 | Moseley Shoals                             | — | UK2 ×3Dreifachplatin · (73 Wo.)UK                                                                                                 | Erstveröffentlichung: 8. April 1996                                               |
| 1997 | Marchin’ Already                           | — | UK1 Platin · (37 Wo.)UK | Erstveröffentlichung: 15. September 1997                                          |
| 1999 | One from the Modern                        | DE92 (1 Wo.)DE | UK4 Gold · (11 Wo.)UK | Erstveröffentlichung: 13. September 1999                                          |
| 2001 | Mechanical Wonder                          | — | UK7 Silber · (4 Wo.)UK | Erstveröffentlichung: 9. April 2001                                               |
| 2003 | North Atlantic Drift                       | — | UK14 Silber · (3 Wo.)UK | Erstveröffentlichung: 7. Juli 2003                                                |
| 2005 | A Hyperactive Workout for the Flying Squad | — | UK30 (3 Wo.)UK | Erstveröffentlichung: 21. März 2005                                               |
| 2007 | On the Leyline                             | — | UK37 (1 Wo.)UK | Erstveröffentlichung: 30. April 2007                                              |
| 2010 | Saturday                                   | — | UK35 (1 Wo.)UK | Erstveröffentlichung: 1. Februar 2010                                             |
| 2013 | Painting                                   | — | UK49 (1 Wo.)UK | Erstveröffentlichung: 11. Februar 2013                                            |

### Livealben
| Jahr | Titel                          | Höchstplatzierung, Gesamtwochen, AuszeichnungChartsChartplatzierungen (Jahr, Titel, Platzierungen, Wochen, Auszeichnungen, Anmerkungen) | Anmerkungen                        |
| Jahr | Titel                          | UK | Anmerkungen                        |
| ---- | ------------------------------ | --- | ---------------------------------- |
| 2006 | Live Acoustic at the Jam House | UK73 (1 Wo.)UK | Erstveröffentlichung: 8. Juni 2006 |

Weitere Livealben
- 2002: Live on the Riverboat
- 2004: OCS Live: One for the Road
- 2005: Live at Birmingham Academy 17th Dec 2006
- 2007: Ocean Colour Scene – The BBC Sessions

### Kompilationen
| Jahr | Titel                                  | Höchstplatzierung, Gesamtwochen, AuszeichnungChartsChartplatzierungen (Jahr, Titel, Platzierungen, Wochen, Auszeichnungen, Anmerkungen) | Anmerkungen                             |
| Jahr | Titel                                  | UK | Anmerkungen                             |
| ---- | -------------------------------------- | --- | --------------------------------------- |
| 1997 | B-Sides, Seasides & Freerides          | UK4 Gold · (14 Wo.)UK | Erstveröffentlichung: 3. März 1997      |
| 2001 | Songs from the Front Row - The Best Of | UK16 Platin · (4 Wo.)UK | Erstveröffentlichung: 5. November 2001  |
| 2003 | Anthology                              | UK75 (1 Wo.)UK | Erstveröffentlichung: 1. September 2003 |
| 2010 | 21                                     | UK— SilberUK | Erstveröffentlichung: 11. Oktober 2010  |

### Singles
| Jahr | Titel Album                                                             | Höchstplatzierung, Gesamtwochen, AuszeichnungChartsChartplatzierungen (Jahr, Titel, Album, Platzierungen, Wochen, Auszeichnungen, Anmerkungen) | Anmerkungen                              |
| Jahr | Titel Album                                                             | UK | Anmerkungen                              |
| ---- | ----------------------------------------------------------------------- | --- | ---------------------------------------- |
| 1992 | Yesterday Today Ocean Colour Scene (Deluxe Edition)                     | UK49 (1 Wo.)UK | Erstveröffentlichung: 1992               |
| 1996 | The Riverboat Song Moseley Shoals                                       | UK15 Gold · (5 Wo.)UK | Erstveröffentlichung: 5. Februar 1996    |
| 1996 | You’ve Got It Bad Moseley Shoals                                        | UK7 (4 Wo.)UK | Erstveröffentlichung: 25. März 1996      |
| 1996 | The Day We Caught the Train Moseley Shoals                              | UK4 Platin · (11 Wo.)UK | Erstveröffentlichung: 3. Juni 1996       |
| 1996 | The Circle Moseley Shoals                                               | UK6 (6 Wo.)UK | Erstveröffentlichung: 16. September 1996 |
| 1997 | Hundred Mile High City Marchin’ Already                                 | UK4 Silber · (7 Wo.)UK | Erstveröffentlichung: 16. Juni 1997      |
| 1997 | Travellers Tune Marchin’ Already                                        | UK5 (5 Wo.)UK | Erstveröffentlichung: 25. August 1997    |
| 1997 | Better Day Marchin’ Already                                             | UK9 (5 Wo.)UK | Erstveröffentlichung: 10. November 1997  |
| 1998 | It’s a Beautiful Thing Marchin’ Already                                 | UK12 (4 Wo.)UK | Erstveröffentlichung: 16. Februar 1998   |
| 1999 | Profit in Peace One from the Modern                                     | UK13 (5 Wo.)UK | Erstveröffentlichung: 13. September 1999 |
| 1999 | So Low One from the Modern                                              | UK34 (2 Wo.)UK | Erstveröffentlichung: 1999               |
| 2000 | July / I Am the News One from the Modern                                | UK31 (2 Wo.)UK | Erstveröffentlichung: 2000               |
| 2001 | Up on the Down Side Mechanical Wonder                                   | UK19 (3 Wo.)UK | Erstveröffentlichung: 2001               |
| 2001 | Mechanical Wonder                                                       | UK49 (1 Wo.)UK | Erstveröffentlichung: 2001               |
| 2001 | Crazy Lowdown Ways Songs for the Frontrow                               | UK64 (1 Wo.)UK | Erstveröffentlichung: 2001               |
| 2003 | I Just Need Myself North Atlantic Drift                                 | UK13 (3 Wo.)UK | Erstveröffentlichung: 2003               |
| 2003 | Make the Deal North Atlantic Drift                                      | UK35 (2 Wo.)UK | Erstveröffentlichung: 2003               |
| 2003 | Golden Gate Bridge North Atlantic Drift                                 | UK40 (3 Wo.)UK | Erstveröffentlichung: 2003               |
| 2005 | Free My Name A Hyperactive Workout for the Flying Squad                 | UK23 (2 Wo.)UK | Erstveröffentlichung: 2005               |
| 2005 | This Day Should Last Forever A Hyperactive Workout for the Flying Squad | UK53 (1 Wo.)UK | Erstveröffentlichung: 2005               |
| 2007 | I Told You So On the Leyline                                            | UK34 (1 Wo.)UK | Erstveröffentlichung: 16. April 2007     |

Weitere Singles
- 1990: One of Those Days
- 1990: Sway
- 1992: Giving It All Away
- 2007: I Just Got over You
- 2007: Go to Sea
- 2010: Margic Carpet Days
- 2010: Saturday
- 2013: Painting
- 2013: Doodle Book